# Twilight (可苦可樂單曲)
《Twilight》是可苦可樂的第3張數位單曲。於2014年11月8日由Warner Music Japan發售。

## 簡介
是可苦可樂專門為電影《再一次說愛你》所寫的歌曲。是連續3個月宣布新歌的第三首歌。
其後於單曲《奇蹟》以B面曲發售。

## 收錄曲
- 作詞・作曲：小淵健太郎　編曲：可苦可乐

1. Twilight
華納兄弟公司發行的電影《再一次說愛你》主題曲

## 外部連結
- Twilight（页面存档备份，存于）